# Gayophytum micranthum
Gayophytum micranthum là một loài thực vật có hoa trong họ Anh thảo chiều. Loài này được Hook. & Arn. mô tả khoa học đầu tiên năm 1833.